# Mladen Bestvina
Prof. dr. sc. Mladen Bestvina (Osijek, 1959.) hrvatski je matematičar koji živi i radi u SAD-u. Bavi se proučavanjem geometrijske teorije grupa na Sveučilištu u Uti.

## Životopis
Rođen je 1959. u Osijeku, gdje je završio osnovnu i srednju školu. Već kao srednjoškolac istaknuo se izvanrednim rezultatima na domaćim i međunarodnim matematičkim natjecanjima (dvije srebrne i jedna brončana medalja na matematičkim olimpijadama). Na Sveučilištu u Zagrebu diplomirao je 1982. godine, a doktorirao je 1984. na Sveučilište države Tennessee u Knoxvillu pod mentorstvom Johna Walsha. Sljedećih devet godina proveo je kao istraživač i izvanredni profesor na Kalifornijskom sveučilištu i Berkeleyu, Zavodu za matematičke znanosti, na Sveučilištu države Kalifornije u Los Angelesu i Visokom institutu za egzaktne znanosti u Parizu te na Institutu za viša znanstvena istraživanja u Princetonu.
Od 1993. je redovni profesor, a od 2008. istaknuti profesor na Sveučilištu u Uti. Bestvina je urednik časopisa Annals of Mathematics, vođećega matematičkoga časopisa na svijetu. Posebno priznanje iskazano mu je kad je na Svjetskom matematičkom kongresu u Pekingu 2002. održao predavanje na poziv o grupi vanjskih automorfizama slobodne grupe ranga n. U svojem znanstvenom radu dao je bitne doprinose geometrijskoj topologiji (univerzalni kontinuumi, mnogostrukosti, hiperboličke strukture na 2- i 3- mnogostrukostima) i geometrijskoj teoriji grupa.
Vanjski je suradnik Hrvatskog matematičkog društva i dopisni član HAZU-a. Godine 2012. postao je počasnim članom Američkog matematičkog društva.